# Гипермедиа
Гипермедиа — термин, введённый Тедом Нельсоном в 1965 году в его работе «Complex information processing: a file structure for the complex, the changing and the indeterminate» («Сложная обработка информации: структура файла для сложного, изменяющегося и неопределенного.»). Является технологией обработки, структурирования информации и произвольного доступа к её элементам с помощью гиперсвязей.
Гипермедиа — это больше, чем гипертекст (как новое качество), поскольку в него включены графика, звук, видео, текст и ссылки для создания нелинейной среды восприятия любой информации.
Гипермедиа соотносится с определением мультимедиа.
Всемирная паутина — классический пример гипермедиа, где интерактивные единицы соседствуют с мультимедийными.

## Программы для создания гипермедиа
- d2h — программа, которая генерирует оглавление, базируясь на информации, извлечённой из несжатого файла диаграммы Dia (XML-файла).

Оглавление вставляется в каждый текстовый файл, указанный в диаграмме. Медиафайлы указываются в оглавлении,
но правка в них не вносится. Таким образом, текстовые и медиафайлы автоматически связываются гиперссылками.
Подробнее см.: http://d2h.sf.net.
- hypernon — программа для создания и управления ссылками между гипермедиа страницами. Подробнее см.: http://hypernon.sf.net/.